# La prima notte di quiete
La prima notte di quiete ("Den första natten av stillhet") är en italiensk dramafilm från 1972 i regi av Valerio Zurlini, med Alain Delon och Sonia Petrovna i huvudrollerna. Den handlar om en ung lärarvikarie i Rimini som inleder ett ödesdigert förhållande med en kvinnlig elev.
Filmen producerades av Mondial TE.FI med samproduktionsstöd från Delons franska bolag Abel films. Zurlinis förstahandsval för den manliga huvudrollen hade varit Marcello Mastroianni, men när han var otillgänglig gick rollen till Delon, som även gick in som samproducent. Förhållandet mellan regissören och Delon blev dock spänt. När filmen gick upp i Frankrike i en nedkortad version anklagade Zurlini Delon för att ha amputerat den, och därtill gett den en banal titel, Le professeur ("läraren").

## Rollista
- Alain Delon – Daniele Dominici (dubbad av Luigi La Monica)
- Sonia Petrova – Vanina Abati
- Lea Massari – Monica
- Giancarlo Giannini – Giorgio Mosca, kallad "Spider"
- Salvo Randone – rektorn
- Alida Valli – Marcella, Vaninas mor
- Renato Salvatori – Marcello
- Adalberto Maria Merli – Gerardo Pavani
- Nicoletta Rizzi – Elvira
- Fabrizio Moroni – Fabrizio Romani
- Liana Del Balzo – Danieles mor
- Claudio Trionfi – elev
- Carla Mancini – elev
- Krista Nell – Mirta, kallad 'Cocaina'
- Sandro Moretti – Leo Montanari